# Museo de Paleontología de Tuxtla
Museo de Paleontología de Tuxtla o Museo Eliseo Palacios Aguilera es un museo ubicado en Tuxtla Gutiérrez, Chiapas, el cual es único en su tipo en el sureste mexicano desde que fue inaugurado el 21 de octubre del 2002. En sus salas se exhiben y conservan más de 200 fósiles encontrado en el territorio del estado, cuyas antigüedades oscilan entre 10,000 y 300 millones de años.
El museo fue iniciado por el profesor Eliseo Palacios Aguilera, entre los años 1941 y 1944, lo que dio como resultado los primeros fósiles expuestos en el extinto Museo de Historia Natural y Viveros Tropicales del cual el profesor fue el primer director. También fundó un zoológico en 1942 y fue semilla de la Secretaría del Medio ambiente e Historia Natural de Chiapas. Hizo estudios formales con restos de la megafauna pleistocénica proveniente de Villa Corzo y Villaflores. Trabajó con el geólogo Federico K. Müllerried en la recolección y estudio de los fósiles de bivalvos rudistas de la región central de Chiapas.
En la sala principal, se exhibe una exposición permanente contiene un megaterio completo, ese perezoso gigante que alguna vez caminó sobre la tierra, algunos restos fósiles de vegetales, invertebrados y vertebrados representativos de casi todos los municipios del estado.
De entre sus colecciones más llamativas, destaca la denominada Ámbar de Chiapas, donde se muestran piezas de esta resina fósil con inclusiones de insectos y arañas.
El recinto cuenta con una sala de usos múltiples, una biblioteca y un laboratorio de exhibición, a través del cual el visitante puede apreciar cómo trabaja un paleontólogo en la restauración y conservación de los fósiles.
El museo cuenta con las siguientes áreas:
- Jardín prehistórico (Paleobotánica)
- Sala del ámbar
- El universo de la paleontología
- Fósiles de Chiapas
- Ambientes antiguos de Chiapas

También servicio de investigación y conservación de fósiles. Alberga una biblioteca, hemeroteca, videoteca, tienda, sala de talleres y servicios educativos y sala de exposiciones temporales. El museo está bajo el resguardo Secretaría de Medio Ambiente e Historia Natural de Chiapas.